# Carlos, o Gordo
Carlos, o Gordo (Carlos Branco) (13 de junho de 839 – Donaueschingen, 13 de janeiro de 888), também conhecido como Carlos III, foi o Imperador dos Romanos de 881 até sua morte, além de reinar sobre a Frância Oriental, a Frância Ocidental e sobre a Itália. Era o filho mais novo de Luís, o Germânico e Ema da Baviera, e bisneto de Carlos Magno, sendo o último carolíngio a reinar sobre um império unificado.
Durante sua vida, Carlos tornou-se o governante de vários reinos do antigo império de Carlos Magno. Recebeu em 876 o senhorio da Alemania após a divisão da Frância Oriental, sucedendo ao trono italiano após a abdicação de seu irmão Carlomano, que fora incapacitado por um derrame. Foi coroado imperador em 881 pelo papa João VIII, sucedendo seu irmão Luís III na Saxônia e Baviera um ano depois, reunificando a Frância Oriental. Com a morte de seu primo Carlomano II em 884, ele herdou toda a Frância Ocidental, reunificando o Império Carolíngio.
O império não durou muito. Um golpe de estado liderado por seu sobrinho Arnulfo da Caríntia em novembro de 887 depôs Carlos na Frância Oriental, Lotaríngia e Itália. Foi forçado a se isolar e morreu de causas naturais em janeiro de 888. O império rapidamente caiu depois de sua morte, nunca sendo restaurado e se dividindo em cinco reinos.

## Biografia

### Juventude e Herança
Carlos era o mais novo dos três filhos de Luís, o Germânico, primeiro rei da Frância Oriental, e Ema da casa de Gelfo. Um incidente de possessão demoníaca é recordado na sua juventude, em que se dizia que ele estava espumando pela boca antes de ser levado ao altar da igreja. Isso afetou muito o pai e a si mesmo. Ele foi descrito como: "... um príncipe muito cristão, temente a Deus, com todo o coração guardando os Seus mandamentos, obedecendo com muita devoção às ordens da Igreja, generoso de esmolas, praticando incessantemente oração e cânticos, sempre com a intenção de celebrar os louvores de Deus."
Em 859, Carlos foi feito Conde da Brisgóvia, uma marca Alemânica que limita o sul de Lotaríngia. Em 863, seu irmão mais velho rebelde Carlomano se revoltou contra seu pai. No ano seguinte, Luís, o Jovem seguiu Carlomano na revolta e Carlos se juntou a ele. Carlomano recebeu o domínio do Ducado da Baviera. Em 865, o ancião Luís foi forçado a dividir as suas terras restantes entre seus herdeiros: o Ducado da Saxônia (com o Ducado da Francônia e o Ducado da Turíngia) foi para Luís; a Alemânia (Ducado da Suábia com Récia) foi para Carlos. A Lotaríngia foi dividida entre os dois jovens.
Quando em 875 o imperador Luís II, que também era rei da Itália, morreu tendo concordado com Luís, o Germânico, que Carlomano o sucederia na Itália, Carlos, o Calvo da França Ocidental, invadiu a península e se coroou rei e imperador. Luís, o Germânico, enviou primeiro Carlos e depois o próprio Carlomano, com exércitos contendo forças italianas sob Berengário de Friul, seu primo, para o reino italiano. Essas guerras, no entanto, não tiveram sucesso até a morte de Carlos, o Calvo, em 877.
Em 876, Luis, o Germânico, morreu e a herança foi dividida como planeado após uma conferência em Ries, embora Carlos tenha recebido menos de sua parte da Lotaríngia do que o planeado. Nas suas cartas, o reinado de Carlos na Germânia é datado desde a sua herança em 876.

### Aquisição da Itália
Os três irmãos governaram em cooperação e evitaram guerras pela divisão de seu património: uma ocorrência rara no início da Idade Média. Em 877, Carlomano finalmente herdou a Itália de seu tio, Carlos, o Calvo. Luís dividiu Lotaríngia e ofereceu um terço a Carlomano e um terço a Carlos. Em 878, Carlomano devolveu a sua Lotaríngia para Luis, que então dividiu-a igualmente com Carlos. Em 879, Carlomano ficou incapacitado por um derrame e dividiu seus domínios entre seus irmãos: a Baviera foi para Luís e a Itália para Carlos. Carlos datou seu reinado em Italia a partir deste ponto, e desde então ele passou a maior parte do seu reinado até 886 em seu reino italiano.
Em 880, Carlos juntou-se a Luís III da França e Carlomano II, os reis conjuntos da França Ocidental, num cerco fracassado de Bosco da Provença em Viena, de agosto a setembro. A Provença, legalmente parte do reino italiano desde 863, rebelou-se sob Bosão. Em agosto de 882, Carlos envia Ricardo, Duque de Borgonha, Conde de Autun, para tomar a cidade, o que ele finalmente fez em setembro. Depois disso, Bosão ficou restrito a Viena.

### Coroação Imperial

Império sob Carlos em 887

A 18 de julho de 880, o papa João VIII enviou uma carta a Guido II de Espoleto em busca de paz, mas o duque ignorou-o e invadiu os Estados Papais. João respondeu implorando a ajuda de Carlos na sua capacidade como rei de Itália e coroou Carlos Imperador em 12 de fevereiro de 881.Isto foi acompanhado pela esperança de um renascimento da Euopa Ocidental, mas Carlos fez pouco para ajudar Guido II. Cartas papais de novembro ainda estavam pedindo ação a Carlos.
Como imperador, Carlos iniciou a construção de um palácio em Sélestat, na Alsácia. Ele modelou-o a partir do Palácio em Aachen que foi construído por Carlos Magno, a quem ele conscientemente procurou imitar, como indicado pelo Gesta Karoli Magni de Notker, o Gago. Como Aachen estava localizada no reino de seu irmão, era necessário que Carlos construísse um novo palácio para a sua corte na sua base de poder na Alemânia ocidental. Sélestat estava também mais centralmente localizada do que Aachen.
Em fevereiro de 882, Carlos convocou uma dieta em Ravena. O duque, o imperador e o papa fizeram as pazes e Guido e seu tio, Guido de Camerino, prometeram devolver as terras papais. Numa carta de março para Carlos, João afirmou que os votos não foram cumpridos. Em 883, Guido, agora Duque de Espoleto, foi acusado de traição num sínodo imperial realizado em Nonantula no final de maio. Ele voltou a Espoleto e fez uma aliança com os sarracenos. Charles enviou Berengário contra Guido do Espoleto. Berengário foi inicialmente bem-sucedido até que uma epidemia de doenças, que assolou toda a Itália, afetou o imperador e a sua comitiva, bem como o exército de Berengário, forçando-o a retirar.
Em 883, Carlos assinou um tratado com Giovanni II Participazio, Doge de Veneza, concedendo que qualquer assassino de um doge que fugisse para o território do Império seria multado em 100 libras de ouro e banido.

### Reinado na Frância Oriental
No início dos anos 880, os remanescentes do Grande Exército Pagão, derrotados por Alfredo, o Grande, na Batalha de Ethandun, em 878, começaram a se estabelecer nos Países Baixos. O irmão de Carlos, Luis, o Jovem opôs-se a eles com algum sucesso, mas ele morreu depois de uma curta campanha a 20 de janeiro de 882, deixando o seu trono para Carlos, que reuniu todo o reino franco do leste.
Depois de voltar da Itália, Carlos realizou uma assembleia em Worms com o objetivo de lidar com os vikings. Exércitos de toda a França Oriental foram reunidos no verão sob Arnulfo, duque da Caríntia, e Henrique, conde da Saxônia. O acampamento chefe dos Vikings foi então sitiado em Asselt. Carlos então abriu negociações com os chefes vikings Godofredo e Siguefredo. Godofredo aceitou o cristianismo e tornou-se vassalo de Carlos. Ele era casado com Gisela, filha de Lotário II da Lotaríngia. Siguefredo foi subornado. Apesar das insinuações de alguns historiadores modernos, nenhum relato contemporâneo criticou as ações de Carlos durante essa campanha. Em 885, temendo Godefredo e seu cunhado, Hugo, duque da Alsácia, Carlos arranjou uma conferência em Spijk, perto de Lobith, onde o líder viking caiu na sua armadilha. Godofredo foi executado, e Hugo foi cego e enviado para Prüm.
De 882 a 884, a Guerra Guilherminense englobou a Marca da Panônia (mais tarde, marca da Áustria). Arnulfo da Caríntia, o sobrinho ilegítimo de Carlos, fez aliança com o rebelde Engelschalk II contra Aribo da Áustria, nomeado por Carlos mangrave da região. Svatopluk I, governante da Grande Morávia, concordou em ajudar Aribo e em 884 em Kaumberg fez um juramento de fidelidade a Carlos. Embora o imperador tenha perdido seus vassalos da família Wilhelminer e seu relacionamento com o sobrinho tenha sido quebrado, ele ganhou poderosos novos aliados no dux da Morávia e outros duces eslavos da região.

### Reinado na Frância Ocidental

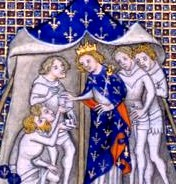
Carlos, o Gordo nas Grandes Crónicas de França

Quando Carlomano II da França Ocidental faleceu em 12 de dezembro de 884, os nobres do reino convidaram Carlos a assumir o reinado. Charles aceitou de bom grado, sendo o terceiro reino a "cair em seu colo". De acordo com o Crónica anglo-saxã, Carlos sucedeu a todo o reino de Carlomano exceto a Bretanha, mas isso não parece ter sido verdade. É provável que Carles foi coroado por Geilo, bispo de Langres, como rex na Gallia em 20 de maio de 885 em Grand em Vosges, no sul da Lorena. Embora Geilo tenha até mesmo desenvolvido um selo especial para os francos ocidentais, o governo de Carlos no Ocidente sempre foi muito distante e deixou a maior parte dos negócios do dia a dia para a alta nobreza.
Embora a Frância Ocidental (a futura França) fosse muito menos ameaçada pelos vikings do que os Países Baixos, foi fortemente atingida, no entanto. Em 885, uma enorme frota liderada por Siguefredo navegou pelo Sena, pela primeira vez em anos, e cercou Paris. Siguefredo exigiu um suborno novamente, mas desta vez Carlos recusou. Ele estava na Itália na época e Eudo, conde de Paris, furtou alguns homens através das linhas inimigas para buscar sua ajuda. Carlos enviou Henrique da Saxônia para Paris. Em 886, quando a doença começou a se espalhar por Paris, o próprio Eudo foi até Carlos em busca de apoio. Carlos trouxe um grande exército e cercou o exército de Rollo e montou um acampamento em Montmartre. No entanto, Carlos não tinha intenção de lutar. Ele enviou os atacantes até ao Sena para devastar a Borgonha, que estava em revolta. Quando os vikings se retiraram da França na primavera seguinte, ele deu a eles as 700 libras de prata prometidas.
Carlos emitiu uma série de cartas para receptores francos ocidentais durante a sua estada em Paris durante e após o cerco. Ele reconheceu os direitos e privilégios concedidos por seus antecessores aos beneficiários da Marca de Espanha e da Provença, mas especialmente na Nêustria, onde teve contato com Nantes, quando o duque bretão Alano I era conhecido por ser poderoso no condado de Nantes. É provável que Carlos tenha concedido a Alano o direito de ser intitulado rex; como imperador ele teria essa prerrogativa e o uso de Alano do título parece legítimo. Um documento datado entre 897 e 900 faz referência à alma de Karolus, em cujo nome Alano ordenara que orações a serem feitas no mosteiro de Redon. Este era provavelmente Carlos, o Gordo.

### Problemas de Sucessão
Carlos, sem filhos de seu casamento com Ricarda, tentou ter um filho ilegítimo com uma concubina desconhecida, Bernardo, reconhecido como seu herdeiro em 885, mas encontrou a oposição de vários bispos. Ele teve o apoio do papa Adriano III, a quem ele convidou para uma assembleia em Worms em outubro de 885, mas que morreu no caminho, logo após cruzar o rio Po. Adriano iria depor os bispos obstrutores, pois Carlos duvidava que ele pudesse fazer isso sozinho e legitimar Bernardo. Com base na atitude desanimadora do cronista da continuação de Mainz dos Annales Fuldenses, o chefe dos oponentes a Carlos na questão era provavelmente Liutberto, arcebispo de Mainz. Como Carlos havia reunido os "bispos e condes da Gália", bem como o papa para encontrá-lo em Worms, parece provável que ele planeasse fazer de Bernardo rei da Lotaríngia. Notker, o Gago, que considerava Bernardo como possível herdeiro, escreve no seu Ações de Carlos Magno:
Não lhe direi [Carlos, o Gordo] deste [saco viking da Abadia de Prüm] até ver seu filhinho Bernardo com uma espada cingida em sua coxa.
Talvez Notker estivesse esperando a realeza de Bernardo, quando Prüm fosse vingada.
Após o fracasso desta primeira tentativa, Carlos começou a tentar novamente. Ele tinha o termo proles (prole) inserido nas suas cartas como não tinha sido nos anos anteriores, provavelmente porque ele desejava legitimar Bernardo. No início de 886, Carlos conheceu o novo Papa Estevão V e provavelmente negociou o reconhecimento de seu filho como herdeiro. Uma assembleia foi planeada para abril e maio do próximo ano em Waiblingen. O papa Estevão cancelou a sua participação planeada em 30 de abril de 887. No entanto, em Waiblingen, Berengário, que após uma breve disputa com Liutvardo perdeu o favor do imperador, chegou no início de maio de 887, fez as pazes com o imperador, e compensado pelas suas ações no ano anterior através de grandes oferendas.
Carlos provavelmente abandonou os seus planos para Bernardo e em vez disso adotou Luis de Provença como seu filho numa assembleia em Kirchen em maio. É possível, no entanto, que o acordo com Luis tenha sido concebido apenas para gerar apoio ao sub-reinado de Bernardo na Lotaríngia. Em junho ou julho, Berengário chegou a Kirchen, provavelmente desejando ser declarado herdeiro de Carlos; ele pode de fato ter sido assim chamado na Itália, onde foi aclamado (ou se fez) rei imediatamente após a deposição de Carlos. Eudo, conde de Paris, pode ter tido um objetivo semelhante ao visitar Carlos em Kirchen. Por outro lado, a presença destes magnatas nestas duas grandes assembleias pode ter sido apenas necessária para confirmar o filho ilegítimo de Carlos como seu herdeiro (Waiblingen), um plano que falhou quando o papa se recusou a participar.

### Deposição, morte e legado
Com Carlos cada vez mais visto como cobarde e incompetente, as coisas chegaram ao auge no final de 887. No verão daquele ano, tendo desistido dos planos para a sucessão de seu filho, Carlos recebeu Eudo e Berengário, marquês de Friul, um parente dele. na sua corte. Ele pode ter aceitado nem um, nem ambos, como seu herdeiro em seus respectivos reinos. Seu círculo interno então começou a desmoronar. Primeiro, ele acusou sua esposa Ricarda de ter um caso com seu principal ministro e arquichanceler, Liutvardo, bispo de Vercelli. Ela provou sua inocência numa prova de fogo e o deixou para a vida monástica. Ele então se voltou contra Liutvardo, que era odiado por todos, e o retirou do cargo, nomeando Liutberto, Arcebispo de Mainz, em seu lugar.
Naquele ano, com seu primo em primeiro grau uma vez removido, Ermengarda da Provença, filha do imperador Luís II e esposa de Bosão da Provença, trouxe-lhe o filho Luis, o Cego, para proteção. Carlos confirmou Luis na Provença (ele pode até tê-lo adotado) e permitiu que eles vivessem na sua corte. Ele provavelmente pretendia tornar Luis herdeiro de todo o reino e do império. A 11 de novembro, ele convocou uma assembleia em Frankfurt. Enquanto lá recebia a notícia de que um ambicioso sobrinho, Arnulfo da Caríntia, fomentara uma rebelião geral e marchava para a Alemanha com um exército de bávaros e eslavos. Na semana seguinte viu o colapso de todo o seu apoio na Frância Oriental. Os últimos a abandoná-lo foram seus leais Alamanos, embora os homens de Lotaríngia nunca tenham aceitado formalmente sua deposição. A 17 de novembro, Carlos estava fora do poder, embora o curso exato dos acontecimentos seja desconhecido. Além de repreender sua falta de fé, ele pouco fez para impedir a mudança de Arnulfo - ele estivera recentemente doente -, mas assegurou que Bernardo seria confiado a ele e possivelmente a Luis também. Pediu algumas propriedades na Suábia para viver seus dias e assim recebeu Naudingen (Donaueschingen). Lá ele morreu seis semanas depois, a 13 de janeiro de 888.
O Império desmoronou, para nunca mais ser restaurado. De acordo com Regino de Prüm, cada parte do reino elegeu um "rei" de suas próprias "entranhas" - as entranhas sendo as regiões dentro do reino. É provável que Arnulfo desejasse todo o império, mas a única parte que ele recebeu além da Frância Oriental foi a Lotaríngia. Os franceses elegeram Eudo, apesar de inicialmente se opor a Guido III de Espoleto, que também se opunha a Arnulfo na Lotaríngia. Guido procurou a realeza na Itália depois de seus fracassos na Frância, apesar de Berengário já ter sido coroado. Luís foi coroado na Provença, como Carlos pretendia, e ele buscou o apoio de Arnulfo e o obteve, provavelmente através de súplicas a ele. Eudo acabaria se submetendo à supremacia de Arnulfo também. Na Alta Borgonha, um Rodolfo, duque da região, foi eleito rei numa criação claramente não carolíngia, provavelmente o resultado de seu fracasso em ter sucesso em toda a Lotaríngia. Na Aquitânia, Ranulfo II declarou-se rei e assumiu a guarda do jovem Carlos o Simples, o herdeiro carolíngio do Ocidente, recusando-se a reconhecer a eleição de Eudo.
Não se sabe se estas eleições foram uma resposta à deposição dos francos de Carlos ou à sua morte. Somente as de Arnulfo e Berengário podem certamente ser colocados antes de sua morte. Apenas os magnatas do Oriente jamais o depuseram formalmente. Ele foi enterrado com honra em Reichenau após sua morte e os Annales Fuldenses elogiam a sua piedade e bondade. De fato, a opinião contemporânea de Carlos é consistentemente mais gentil do que a historiografia posterior, embora seja uma sugestão moderna de que sua falta de sucessos aparentes é o resultado desculpável.

Carlos foi o tema de uma obra de prosa latina, a Visio Karoli Grossi, destinada a defender a causa de Luís, o Cego, e alertar os carolíngios de que seu governo continuado não era certo se eles não tivessem favor "divino" (isto é, eclesiástico). 